# Nobel Biocare
Nobel Biocare est une entreprise suisse d'origine suédoise active dans le domaine des implants dentaires.
La société a été fondée en 1981 en Suède sous le nom de Bofors Nobelpharma. Elle a ensuite changé plusieurs fois de nom, devenant Nobelpharma, puis Nobel Biocare en 1996.
Le siège du groupe a été déplacé en Suisse, à Zurich, en 2002, sous la holding Nobel Biocare Holding AG, cotée à la Bourse de Zurich la même année. En 2014, Nobel Biocare devient une filiale du groupe Américain Danaher.